# 林喬相
林喬相（1543年—1624年），字廷翰，號錦峰，福建泉州府晉江縣人，軍籍，明朝政治人物，官至貴州巡撫。

## 生平
嘉靖四十年（1561年）辛酉科福建鄉試舉人，嘉靖四十一年（1562年）聯捷壬戌科二甲進士。授户部广东司主事，晋浙江司郎中，授南宁府知府。改顺庆知府，萬曆五年（1577年）二月升山东按察副使。母丧服阕后，九年八月復除江西副使，十二年三月晋浙江左参政，十五年三月擢广东按察使。十六年十一月升任河南右布政使、專管粮料，十七年八月升云南左布政使，二十一年四月以都察院右副都御史、巡抚贵州，兼督湖北川东军务，与御史互行攻讦，萬曆二十三年罷官歸乡，二十八年进而革秩。卒年八十二，著有《日省录》。

## 家族
曾祖林毓；祖父林普勤；父林澄。嫡母鄭氏；生母張氏。慈侍下。兄乔材。弟乔森、乔柱。

## 遺跡
福建安溪縣清水岩千年樟木“枝枝朝北”旁，有一摩崖石刻，上刻“万历戊戌冬十月，晋江庄国祯、林云程、黄凤翔、林乔相、南安欧阳模、安溪詹仰庇同游此。”